# Фрістайл (реп)
Фріста́йл (англ. freestyle; вільний стиль) — імпровізація в репі; декламація і спів римованого речитативу і віршів, що створюються на ходу, без заздалегідь підготовленого тексту. Тема і стилістика можуть бути вільними або певними заздалегідь. Так само, виконавці використовують заздалегідь заготовлені рядки, так звані, панчі, вставляючи їх в імпровізований текст по ходу виконання. Виповнюється як під готові мелодії, так і під імпровізацію музикантів. Традиційно часто фрістайл виконують під бітбокс.
З фрістайлу проводиться велика кількість змагань (т. зв. «батлів»), в яких учасники змагаються один з одним у майстерності римованого на ходу слова. 
Деякі дослідники знаходять корені фрістайлу ще у популярних у першому тисячолітті до нашої ери давньогрецьких поетичних змаганнях, у яких суперники по черзі читали зимпровізовані вірші, одночасно намагаючись висміяти опонента, дотепно перекрутивши сказані ним рядки. Іноді такі змагання закінчувалися фізичним насиллям і навіть смертельними випадками, як і сучасні їх аналоги. Загалом, вважається, що поява писемності змінила підхід до створення поезії, тоді як фрістайл деякою мірою є поверненням до дописемної традиції. Проте, є різниця між традиційними віршами, що створювалися для усної декламації і фрістайлом: у часи Гомера, ритм і розмір вірша мав допомагати поету у його запам'ятовуванні, тоді як у фрістайлі запам'ятовування не настільки важливе, тому ритм і розмір часто ускладнюються з естетичних міркувань.

## Цікаві факти
Нейробіологи для дослідження нейронних коррелятів творчості, аналізують зображення, отриманні під час функціональної магнітно-резонансної томографії людей, що виконують фрістайл.